# لی یی-وو
لی یی-وو (انگلیسی: Lee Yi-woo؛ زادهٔ ۱۸ فوریهٔ ۱۹۴۱) بازیکن فوتبال اهل کره جنوبی بود.